# Primer (film)
Pour les articles homonymes, voir Primer.
Pour plus de détails, voir Fiche technique et Distribution.
Primer est un film américain de science-fiction réalisé par Shane Carruth. Il a reçu le grand prix du jury au festival de Sundance de 2004.

## Synopsis

Schéma du voyage temporel dans Primer.

Deux ingénieurs, Aaron et Abe, mènent des experiences technologiques sur leur temps libre dans le garage d’Aaron, dans le but de construire une machine visant à réduire le poids des objets par un champ électromagnétique. More d'une de ces expériences, ils découvrent un effet secondaire : les objets exposés à ce champ dans une boîte suivent une boucle temporelle fermée. De l’activation du champ (temps A) jusqu’à son extinction (temps B), l’objet évolue normalement, puis revient en arrière de B à A, indéfiniment. En sortant du champ, un objet peut réapparaître à l’instant A ou B, selon le moment de sortie.
Abe construit une boîte assez grande pour y loger un être humain. Il l’utilise pour voyager six heures dans le passé : il s’isole dans un hôtel, entre dans la boîte au temps B, attend six heures à l’intérieur, puis en sort à l’instant A, six heures plus tôt. Il rejoint Aaron, lui explique la procédure, puis ils observent ensemble le "premier" Abe entrer dans la boîte.
Ils répètent cette boucle temporelle sur plusieurs jours pour spéculer en bourse avec succès. Abe reste prudent et méthodique, tandis qu’Aaron devient plus impulsif. Les déplacements temporels provoquent une fatigue extrême et des effets secondaires comme des saignements d’oreilles et des troubles de l’écriture.
La situation s’aggrave lorsqu’ils croisent Thomas Granger, le père de Rachel (petite amie d’Abe), présent en double. Barbu et semblant comme ivre, Granger tombe dans le coma après avoir été suivi par Aaron. Aaron suppose qu’une version future de Granger a utilisé une boîte, bouleversant la chronologie. Abe, estimant que la situation est hors de contrôle, active une "boîte de secours", laissée allumée depuis avant les premières expériences, et revient quatre jours en arrière pour tout empêcher.
Les interférences se multiplient. Abe neutralise son double passé et tente d’empêcher Aaron d’agir, mais découvre qu’un "Aaron du futur" l’a devancé. Ce dernier, équipé d’une oreillette et de dialogues préenregistrés, a remonté le temps avec une troisième boîte dissimulée. Choqué et épuisé après autant de temps passé dans la boîte, Abe perd connaissance.
Les deux hommes s’entraident brièvement pour modifier un incident où un homme armé a failli tuer Rachel : après plusieurs tentatives, Aaron parvient à neutraliser l’agresseur. Puis ils se séparent : Abe reste en ville pour empêcher la découverte initiale, tandis qu’Aaron part à l’étranger, décidé à exploiter la technologie à plus grande échelle.
Il existe désormais plusieurs versions d’Aaron conscientes de la boucle, l’un d’eux ayant transmis son savoir à l’Aaron originel. Abe veille à ce que son double passé ignore tout. Une version d’Aaron fait construire une boîte gigantesque dans un entrepôt avec une équipe francophone.

## Fiche technique
- Titre : Primer
- Réalisation, scénario, production, musique, montage : Shane Carruth
- Pays d'origine :  États-Unis
- Format : couleur
- Genre : hard science-fiction
- Durée : 77 minutes
- Dates de sortie :
  - États-Unis : 16 janvier 2004
  - France : 27 février 2007

## Distribution
- Shane Carruth : Aaron
- David Sullivan : Abe
- Casey Gooden : Robert
- Anand Upadhyaya : Phillip
- Carrie Crawford : Kara, la compagne d'Abe
- Samantha Thomson : Rachel Granger, la compagne d'Aaron
- Chip Carruth : Thomas Granger, le père de Rachel
- John Carruth : homme allongé 1
- Juan Tapia : homme allongé 2
- Jay Butler : ouvrier métallurgiste
- Ashley Warren : hôtesse
- Delaney Price : Laney
- Jack Pyland : collègue d'Aaron

## Autour du film
Shane Carruth n'a pu réaliser son film qu'avec un très faible budget de 7 000 $. Le film repose sur l'intrigue et la psychologie des personnages. Comment les protagonistes réagissent-ils face aux immenses possibilités que leur donne leur invention ? Les effets spéciaux sont quasiment absents du film.
Au premier abord le film peut sembler complexe tant les références à des concepts scientifiques sont nombreux comme la thermodynamique, l'entropie, le diagramme de Feynman ou des éléments comme le palladium et l'argon. Cependant l'intrigue finit par l'emporter même si elle est une sorte de puzzle que doit reconstituer le spectateur avec les indices qu'il arrive à déceler.